# Luigi Guido Grandi
Luigi Guido Grandi, pseudonimo di Francesco Lodovico Grandi (Cremona, 1º ottobre 1671 – Pisa, 4 luglio 1742), è stato un matematico e filosofo italiano.

## Biografia
Nato a Cremona da Caterina Legati e Piero Martire Grandi, ricamatore, compì i suoi primi studi di grammatica sotto la guida del giovane letterato Giambattista Canneti e poi nel locale Collegio dei Gesuiti, dove ebbe come maestro il futuro matematico Giovanni Girolamo Saccheri. All'età di 16 anni entrò nel monastero camaldolese di Classe in Ravenna, assumendo il nome Guido in sostituzione degli originari Francesco Lodovico, e qui ritrovò l'antico maestro divenuto abate Pietro Canneti.
Proseguiti gli studi teologici a Roma e quelli geometrici e matematici a Firenze, nel 1700 divenne professore di filosofia nel monastero camaldolese di Firenze. Nel 1703 pubblicò il libro La quadratura del cerchio e dell'iperbole, al cui interno scoprì lo stesso paradosso matematico intuito anche da Leibniz, ossia che la somma parziale di una serie a segni alterni di numeri può non convergere (serie di Grandi), e qualche anno dopo, durante una sua visita in Inghilterra (1709), entrò a far parte della Royal Society.
Nel 1714 divenne matematico di corte presso il granduca di Toscana e più tardi professore di matematica nell'Università di Pisa. Fu anche sovrintendente alle acque del granducato, contribuendo ai lavori di drenaggio per la bonifica della Val di Chiana. Collaborò con Tommaso Buonaventuri all'edizione fiorentina delle Opere di Gaileo Galilei (1718), studiò la curva algebrica da lui chiamata "rodonea" per la forma che ricorda il rosone delle chiese romaniche e gotiche (1725 circa) e fu autore degli Elementi di Geometria di Euclide, pubblicati postumi a Venezia (Savioni, 1780).

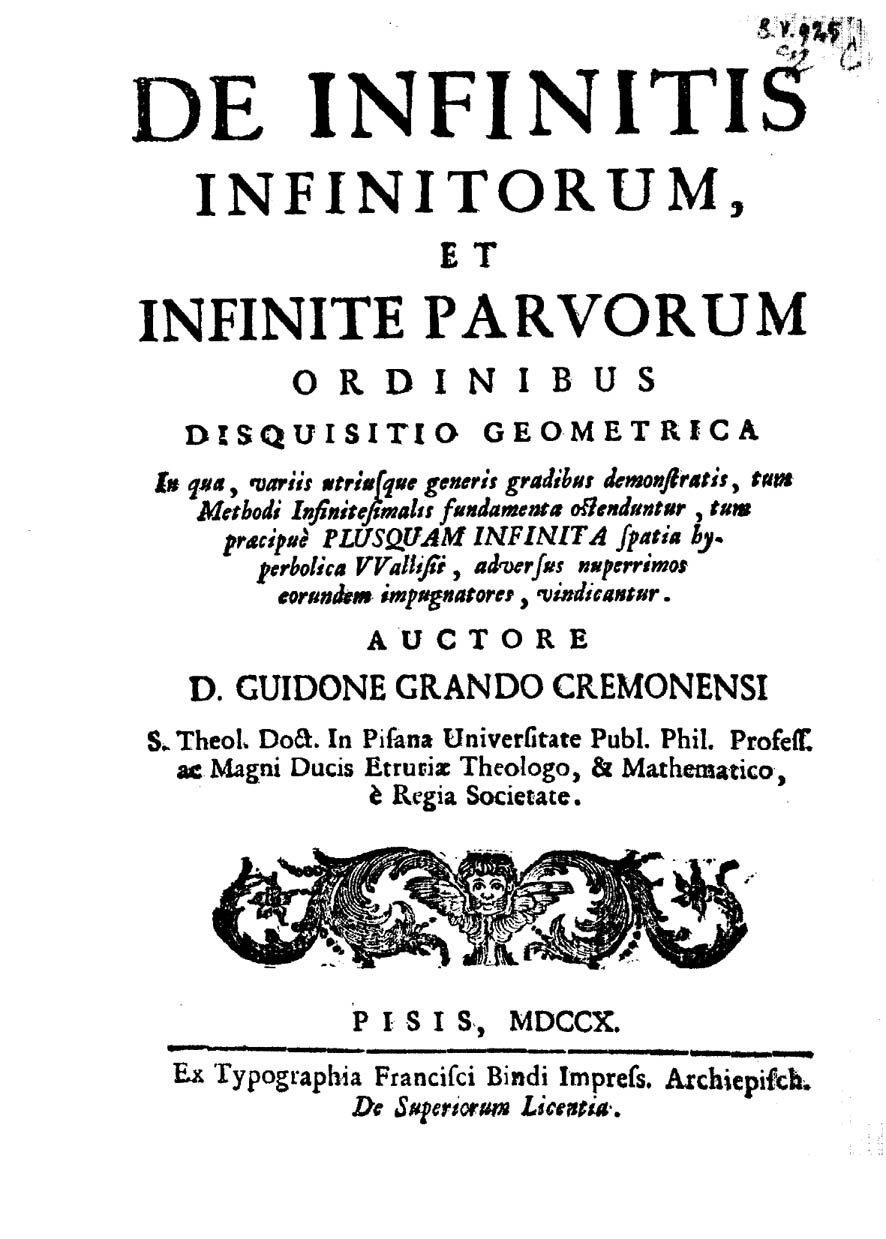
Frontespizio del De infinitis infinitorum

Fu il primo a usare e a diffondere in Italia la nuova analisi degli infiniti. Scrisse l'opera De infinitis infinitorum... nella quale applicò, tra i primi in Italia, i metodi di Leibniz e Newton.

## Opere

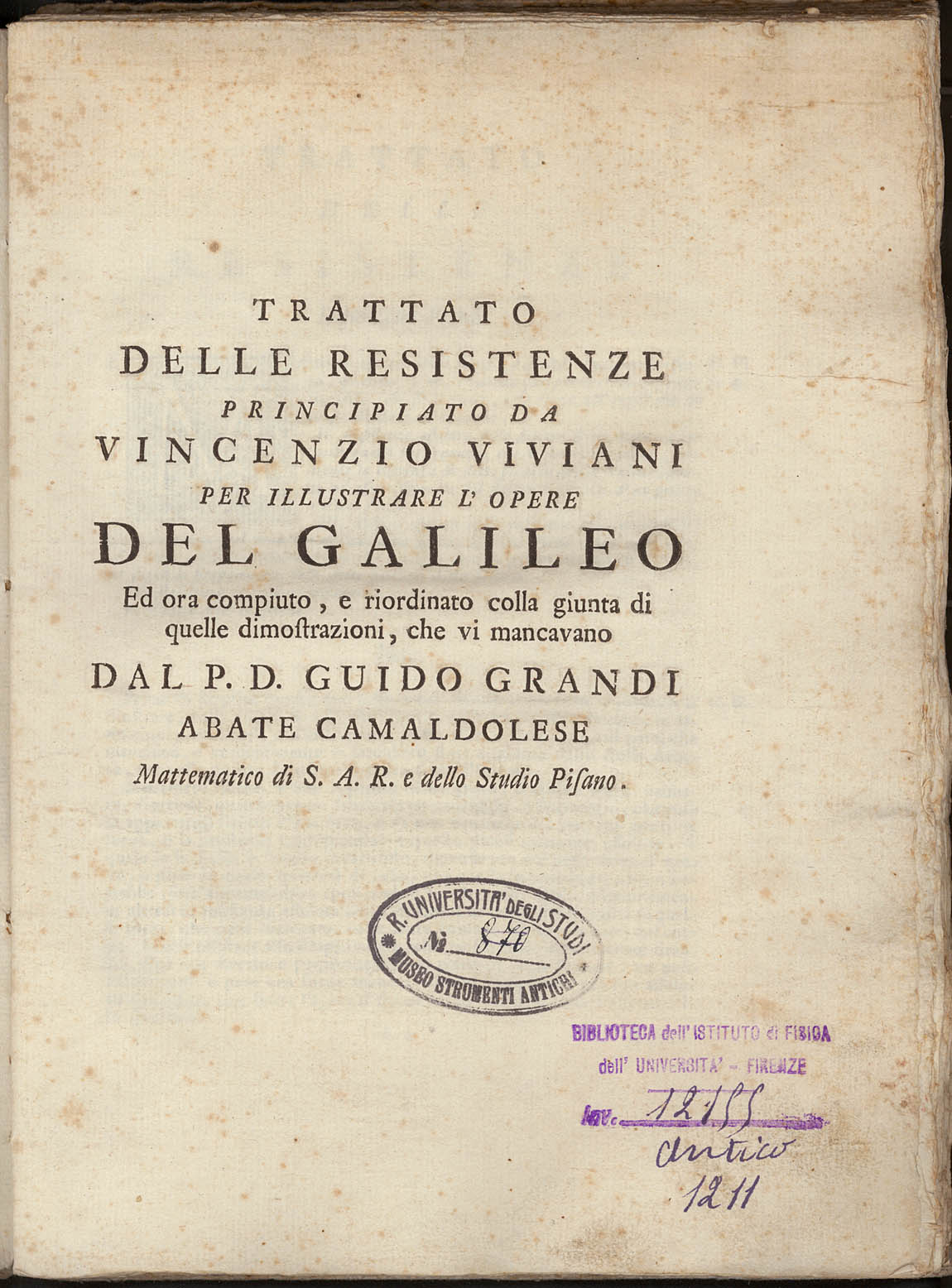
Frontespizio di Trattato delle resistenze di Vincenzo Viviani completato da Guido Grandi (Firenze, 1718)

- Geometrica demonstratio Vivianeorum problematum, Florentiae, ex Typographia Iacobi de Guiduccis propè Conductam, 1699.
- De infinitis infinitorum, et infinite parvorum ordinibus disquisitio geometrica, Pisis, ex Typographia Francisci Bindi impress. archiepisch., 1710.
- Epistola mathematica de momento gravium in planis inclinatis, Lucae, typis Peregrini Frediani, 1711.
- Dialoghi circa la controversia eccitatagli contro dal sig. Alessandro Marchetti, In Lucca, ad istanza di Francesco Maria Gaddi librajo in Pisa, 1712.
- Prostasis ad exceptiones clari Varignonii libro De infinitis infinitorum ordinibus oppositas circa magnitudinum plusquam-infinitarum Vallisii defensionem et anguli contactus, Pisis, ex Typographia Francisci Bindi impress. archiepisch., 1713.
- Del movimento dell'acque trattato geometrico, Firenze.
- Relazione delle operazioni fatte circa il padule di Fucecchio, In Lucca, per Leonardo Venturini, 1718.
- Trattato delle resistenze, Firenze, per Tartini e Franchi, 1718?.
- Compendio delle Sezioni coniche d'Apollonio con aggiunta di nuove proprietà delle medesime sezioni, In Firenze, nella Stamperia di S.A.R. per gli Tartini e Franchi, 1722.
- Instituzioni meccaniche, In Firenze, nella Stamperia di S.A.R. per Gio: Gaetano Tartini e Santi Franchi, 1739.
- Istituzioni di aritmetica pratica, In Firenze, nella Stamperia di S.A.R. per Gio: Gaetano Tartini e Santi Franchi, 1740.
- Sectionum conicarum synopsis, Florentiae, ex typographio Ioannis Paulli Giovannelli, 1750.